# Notre-Dame du Rosaire de San Nicolás
Notre-Dame du Rosaire de San Nicolás est le vocable par lequel les catholiques vénèrent la Vierge Marie, suivant les apparitions mariales ayant lieu de 1983 à 1990, dans la localité de San Nicolás de los Arroyos, en Argentine. Héctor Sabatino Cardelli (es), évêque de San Nicolás, reconnaît l'authenticité de cette « manifestation surnaturelle et digne de foi » le 22 mai 2016.
Dès 1986, un nouveau sanctuaire est construit dans la ville, et devient le lieu d'un important pèlerinage populaire auquel l'évêque du diocèse participe régulièrement. Les pèlerins y viennent de tout le pays, ainsi que des pays limitrophes.

## Historique

### Les apparitions
Les apparitions mariales de San Nicolás se déroulent de 1983 à 1990, dans la ville de San Nicolás de los Arroyos en Argentine. Gladys Herminia Quiroga de la Motta, mère au foyer de 46 ans, déclare être témoin d'apparitions de la Vierge Marie. La Vierge, sous l'aspect de Notre-Dame du Rosaire, et portant l'Enfant-Jésus, lui apparaît à de très nombreuses reprises, lui délivrant 1 800 messages ou citations bibliques,,,.
Très vite informé, l'évêque du lieu, Dominique Salvador Castagna (es), ouvre une première enquête canonique qui étudie les faits et « les messages » transmis par la voyante, mais il ne prend pas de décision. L'évêque met en place un accompagnement pastoral des fidèles (qui commencent à se rassembler autour de la voyante) pour accompagner le mouvement de dévotion. Au tout début de 1986, un premier pèlerinage mensuel est organisé par les fidèles, et très vite celui-ci rassemble des dizaines de milliers de pèlerins. L'évêque y prend part dès la première année,,.

### Reconnaissance officielle
Dans les années suivantes, l’Église catholique va donner des marques de reconnaissance implicite, avant la reconnaissance officielle, et même avant la fin des apparitions (construction d'un sanctuaire, couronnement canonique de la statue, etc.),.
Le 22 mai 2016, l'évêque du lieu, Héctor Sabatino Cardelli (es), reconnaît officiellement le caractère « surnaturel » et « digne de foi » des apparitions,,,.

### Mise en place de la dévotion
Dès le début des « apparitions », les responsables de l’Église catholique, et l'évêque en particulier, vont mettre en place une « pédagogie pastorale » pour organiser et guider la dévotion des fidèles. Différentes dates et événements peuvent être relevés pour souligner l'évolution de la pastorale, et de la dévotion :
- À partir de 1986, une procession mensuelle est organisée de la cathédrale jusqu'au lieu de construction du futur sanctuaire. Dès la seconde session, Dominique Salvador Castagna, évêque de San Nicolas, (puis ses successeurs) y participe. Cette procession regroupe des dizaines et parfois des centaines de milliers de fidèles. Après la procession, ceux-ci assistent à la messe en extérieur[6].
- En fin d'année 1986, la construction du futur sanctuaire est lancée par l'évêque qui bénit la première pierre[6].
- Le 28 décembre 1987, l'évêque autorise la fondation d'un institut de vie consacrée : Les Filles de Marie du Rosaire de San Nicolas. Cette congrégation a pour but d'accompagner et de servir les pèlerins se rendant dans le (futur) sanctuaire[1].
- Le 19 mars 1989, la statue de Notre-Dame du Rosaire est transférée en procession de la cathédrale jusque dans le nouveau sanctuaire marial[8].
- En 2009, la statue de Notre-Dame du Rosaire est couronnée officiellement par les autorités ecclésiastiques[6].

Signe de l'intérêt et de l'attention pastoral de l'évêque pour ce culte : dès la mise en place du pèlerinage mensuel, Castagna revient deux fois par an les 25 mai et 25 septembre participer à la procession et à la messe qui la clôture. Ses successeurs, Mario Luis Maulion et Cardelli, poursuivront cette tradition eux aussi.
Le diocèse de San Nicolás, sous la direction de Mgr Domingo Salvador Castagna a mis en place un portail où les messages reçus par la voyante sont classés par ordre chronologique et thématique,,.

## Description
La statue de « Notre-Dame du Rosaire de San Nicolas » est une représentation « classique » de Notre-Dame du Rosaire. La Vierge Marie est debout portant l'Enfant-Jésus sur son bras gauche et tenant déployé un chapelet. La statue, est exposée dans le sanctuaire qui lui est dédié, est contrairement aux autres apparitions mariales, très antérieure à l'apparition. Cette statue a été offerte à l’Église argentine en 1884. Elle vient de Rome où elle a été bénie par le pape Léon XII pour être ensuite installée dans l'église Saint Nicolás de Bari,.
Cette église Saint Nicolás de Bari qu'il n'était qu'une simple église paroissiale au XIXe siècle deviendra la cathédrale du  nouveau diocèse en 1947. Mais par la suite, la dévotion à la Vierge du rosaire tombe en désuétude, la statue est « abandonnée », et remisée dans le clocher de l'église, jusqu'à être oubliée des prêtres de l'église. C'est Gladys Herminia Quiroga de la Motta, la voyante des apparitions mariales de San Nicolás qui la retrouve « sur les indications de la Vierge »,.
Après restauration en 1989, la statue (qui d'après la voyante correspond traits pour traits à l'apparition) est transportée en procession jusqu'au nouveau sanctuaire.
Cette statue en bois peint est un peu plus grande qu'une femme de taille moyenne. La Vierge, habillée d'une robe couleur saumon, porte un manteau bleu ciel et un voile blanc. L'Enfant-Jésus porte lui aussi une tunique couleur saumon, et tient d'une main le chapelet que tend également sa mère.
Notre-Dame du Rosaire de San Nicolás est fêtée le 25 septembre.

## Notoriété et influence

### Le sanctuaire

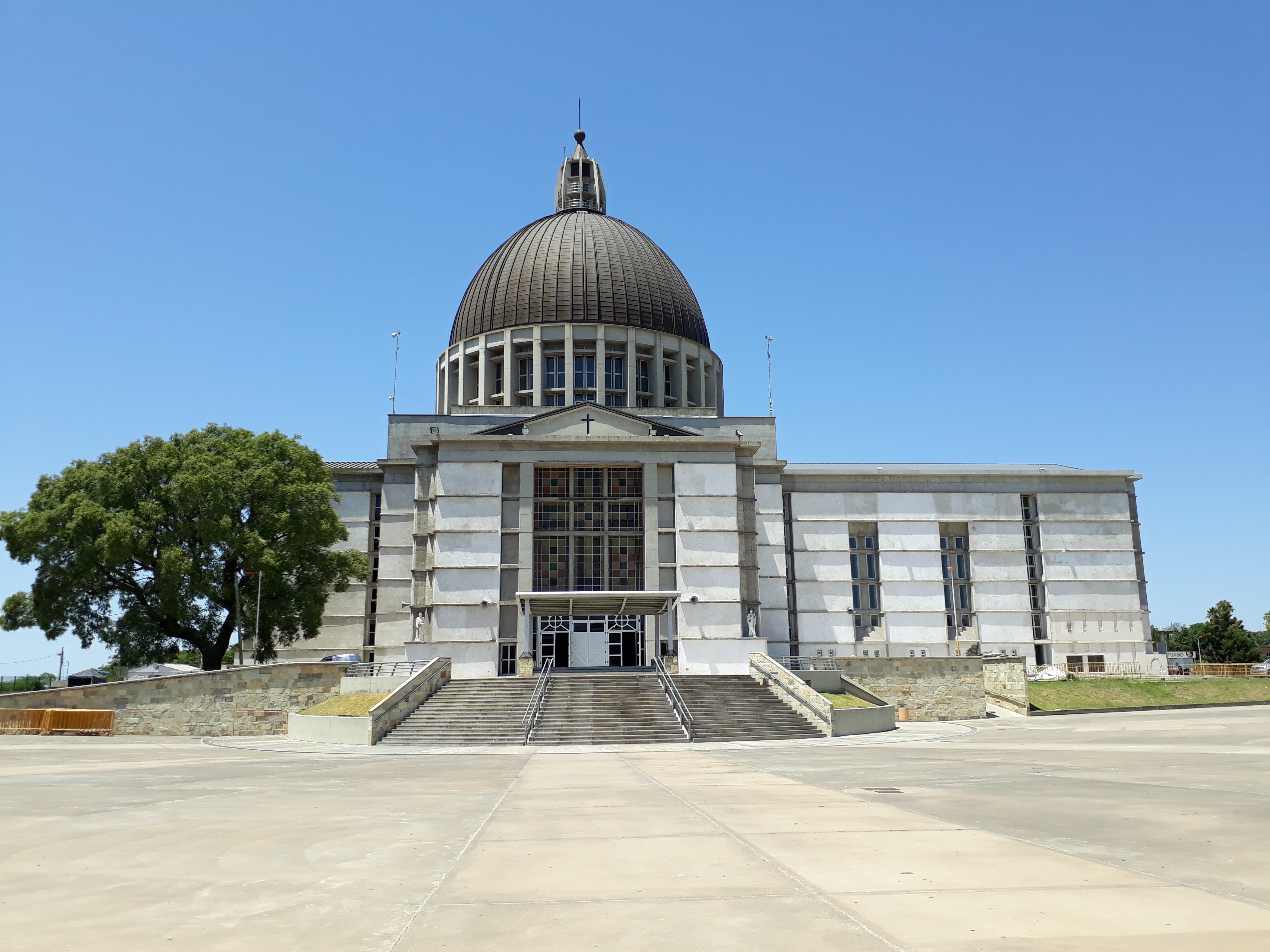
Le sanctuaire marial.

Le sanctuaire est créé à la demande de la voyante Gladys Herminia Quiroga de la Motta. Avant la mise en construction du sanctuaire, une procession mensuelle était organisée depuis la cathédrale jusqu'au Campito (lieu où sera construit le sanctuaire). Cette procession regroupe des dizaines et parfois des centaines de milliers de fidèles. Après la procession, ceux-ci assistent à la messe sur le terrain de la future église.
Le 25 septembre 1986, Dominique Salvador Castagna, évêque du lieu, pose la première pierre du sanctuaire. Les travaux débutent le 13 octobre. Une première partie du sanctuaire est consacrée par l’évêque le 25 octobre 1988 et les travaux sont complètement terminés en 1990,,.
Le sanctuaire est un des lieux de pèlerinage les plus fréquentés d'Argentine accueillant chaque année des centaines de milliers de pèlerins venant de tout le pays et de l'étranger. L'accueil des pèlerins et la prise en charge des malades sont assurés par les Fils et les Filles de Marie (institut de vie consacrée fondé en 1987).

### En argentine
La statue a été couronnée solennellement le 22 mai 2009. La fête de la Vierge est célébrée le 25 septembre.